# Cranaë unistrigata
Cranaë unistrigata är en insektsart som först beskrevs av Wilhem de Haan 1842.  Cranaë unistrigata ingår i släktet Cranaë och familjen gräshoppor. Inga underarter finns listade i Catalogue of Life.